# Відображення залежних об'єктів (шаблон проєктування)
Відображення залежних об'єктів (англ. Dependent Mapping) — шаблон проєктування, який пропонує помістити код для відображення залежної сутності у код відображення основної сутності. 

## Опис
Деякі сутності існують лише в контексті інших. Наприклад, пісні завантажуються та оновлюються лише разом з альбомом. Якщо вони не використовуються іншими сутностями можна спростити процес відображення, помістивши відображення пісень в той самий клас, що реалізує відображення альбомів.
Таким чином один клас для відображення міститиме логіку для двох сутностей.

## Реалізація
```
class
 
Album

{

        
public
 
string
 
Title
 
{
 
get
;
 
set
;
 
}

        
public
 
ICollection
<
Track
>
 
Tracks
 
{
 
get
;
 
set
;
 
}

}

class
 
Track

{

        
public
 
string
 
Title
 
{
 
get
;
 
set
;
 
}

}

class
 
AlbumMapper

{

        
public
 
Album
 
Map
(
AlbumTable
 
albumTable
)

        
{

                
return
 
new
 
Album

                
{

                        
Title
 
=
 
albumTable
.
Title
,

                        
// відображення залежної сутності знаходиться у класі відображення основної сутності

                        
Tracks
 
=
 
albumTable
.
Tracks
.
Select
(
t
 
=
 
new
 
Track

                        
{

                                
Title
 
=
 
t
.
Title
,

                        
}),

                
};

        
}

}

```